# Valserhône
Valserhône – gmina we Francji, w regionie Owernia-Rodan-Alpy, w departamencie Ain. W 2013 roku liczba ludności wynosiła 16 287 mieszkańców. 
Gmina została utworzona 1 stycznia 2019 roku z połączenia trzech ówczesnych gmin: Bellegarde-sur-Valserine, Châtillon-en-Michaille oraz Lancrans. Siedzibą gminy została miejscowość Bellegarde-sur-Valserine.